# Правдино (село, Ярославская область)
Правдино — село в Некоузском районе Ярославской области России. 
В рамках организации местного самоуправления входит в Некоузское сельское поселение, в рамках административно-территориального устройства входит в состав Новинского сельского округа.

## География
Расположено на берегу реки Сить в 1 км севернее деревни Правдино и в 13 км на северо-запад от райцентра села Новый Некоуз.

## История
Каменная Церковь Рождества Пресвятой Богородицы на погосте Правдино построена в 1820 году и разделяется на летнюю и зимнюю, зимний придел в 1886 году был расширен. Престолов в церкви было два: в зимнем приделе — во имя Казанской Божией Матери, летний храм — во имя Рождества Пресвятой Богородицы. 
В конце XIX — начале XX века село входило в состав Некоузской волости Мологского уезда Ярославской губернии.
С 1929 года село входило в состав Правдинского сельсовета Некоузского района, с 1954 года в составе Станиловского сельсовета, в 1980-е годы — в составе Некоузского сельсовета, с 2005 года — в составе Некоузского сельского поселения.

## Население
| 1859 | 2002 | 2007 | 2010 |
| ---- | ---- | ---- | ---- |
| 252  | ↘19  | ↗27  | ↗29  |

## Достопримечательности
В селе расположена недействующая Церковь Покрова Пресвятой Богородицы (1820).